# MOL Liga 2015/16
Die Spielzeit 2015/16 war die achte reguläre Austragung der internationalen MOL Liga, der höchsten gemeinsamen Eishockeyspielklasse Rumäniens und Ungarns. Titelverteidiger war der DVTK Jegesmedvék aus Miskolc, der im Playoff-Finale den Liganeuling MAC Budapest mit 4:0 besiegte und damit seinen Titelgewinn wiederholte.

## Im Vorfeld
Nach dem Ende der letztjährigen Meisterschaft zog sich der slowakische Vizemeister HC Nové Zámky aus der Liga zurück, da dessen nationaler Eishockeyverband keine weitere Freigabe zur Teilnahme erteilt hatte. Neu hinzu kamen ein Farmteam des EBEL-Clubs Alba Volán Székesfehérvár und mit dem MAC Budapest ein weiteres Team aus der ungarischen Hauptstadt, das damit erstmals mit einer Kampfmannschaft an einem Profi-Wettbewerb teilnahm; bis dahin war der Club lediglich im Nachwuchsbereich tätig gewesen.
Die beiden rumänischen Teilnehmer wurden von ihrem Eishockeyverband auch zur Teilnahme an der nationalen Meisterschaft verpflichtet, nachdem es im Sommer Unstimmigkeiten zwischen den beiden veranstaltenden Verbänden gegeben hatte.
Mit Szőke Álmos wurde im Sommer 2015 außerdem ein neuer Liga-Präsident gewählt.

### Teilnehmer
| Nation   | Team                      | Ort            | Vorjahresplatzierung | Trainer          | Heimarena                 | Kapazität |
| -------- | ------------------------- | -------------- | -------------------- | ---------------- | ------------------------- | --------- |
| Ungarn   | DVTK Jegesmedvék          | Miskolc        | Meister              | Péter Mayer      | Miskolci Jégcsarnok       | 2.304     |
| Ungarn   | Dunaújvárosi Acélbikák    | Dunaújváros    | Halbfinal-Out        |                  | Dunaújvárosi Jégcsarnok   | 3.500     |
| Rumänien | ASC Corona 2010 Brașov    | Brașov         | Halbfinal-Out        | Otto Keresztes   | Patinoarul Olimpic Brașov | 2.000     |
| Ungarn   | Debreceni HK              | Debrecen       | Viertelfinal-Out     | Balázs Ladányi   | Debreceni Jégcsarnok      | 500       |
| Ungarn   | Újpesti TE                | Budapest       | Viertelfinal-Out     | Zoltán Szilassy  | Megyeri úti jégpálya      |           |
| Ungarn   | Ferencváros ESMTK         | Budapest       | Rang 7               | Kjell Lindqvist  | Pesterzsébeti Jégcsarnok  |           |
| Rumänien | HSC Csíkszereda           | Miercurea Ciuc | Rang 8               | István Geréb     | Stadion Lajos Vákár       | 4.000     |
| Ungarn   | MAC Budapest              | Budapest       | neu in der Liga      | Gergely Majoross | Tüskecsarnok              | 2.540     |
| Ungarn   | Alba Volán Székesfehérvár | Székesfehérvár | neu in der Liga      | Tyler Dietrich   | Eishalle Székesfehérvár   | 3.500     |

## Modus
Gespielt wurde ein Grunddurchgang mit dreifacher Hin- und Rückrunde. Die beiden erstplatzierten Teams waren anschließend automatisch für das Halbfinale qualifiziert, die Mannschaften auf den Rängen drei bis sechs spielten im Viertelfinale die beiden weiteren Teilnehmer aus (Rang drei gegen Rang sechs, bzw. Rang vier gegen fünf). Das Viertelfinale wurde im Modus Best of three ausgetragen, alle weiteren Serien im Modus Best of seven.
Für die ungarischen Teams waren sechs Transferkartenspieler erlaubt, für die rumänischen Teilnehmer waren es aufgrund der Doppelbelastung acht, wobei Einbürgerungen während der laufenden Meisterschaft keine Auswirkungen hatten.
Die Overtime folgte dem letztjährigen Reglement AHL mit einer Gesamtdauer von maximal sieben Minuten, wobei in der ersten Unterbrechung nach der Drei-Minuten-Marke die Spielstärke beider Mannschaften von vier auf drei Feldspieler reduziert wurde.

## Hauptrunde
| Pl. |                           | Sp | S  | OTS | OTN | N  | Tore    | Punkte |
| 1.  | DVTK Jegesmedvék          | 48 | 34 | 8   | 2   | 4  | 227:117 | 120    |
| 2.  | MAC Budapest              | 48 | 32 | 5   | 5   | 6  | 227:111 | 111    |
| 3.  | Alba Volán Székesfehérvár | 48 | 25 | 5   | 4   | 14 | 171:132 | 89     |
| 4.  | Debreceni HK              | 48 | 19 | 4   | 6   | 19 | 145:146 | 71     |
| 5.  | Újpesti TE                | 48 | 16 | 7   | 7   | 18 | 135:138 | 69     |
| 6.  | Ferencváros ESMTK         | 48 | 18 | 2   | 4   | 24 | 152:172 | 62     |
| 7.  | HSC Csíkszereda           | 48 | 14 | 6   | 5   | 23 | 133:166 | 59     |
| 8.  | Dab. Docler               | 48 | 12 | 2   | 6   | 28 | 128:168 | 46     |
| 9.  | ASC Corona 2010 Brașov    | 48 | 5  | 2   | 2   | 39 | 99:267  | 21     |

Abkürzungen: Pl. = Platz, Sp = Spiele, S = Siege, OTS = Siege nach Verlängerung (Overtime), OTN = Niederlagen nach Verlängerung, N = Niederlagen
Erläuterungen: Play-off-Halbfinale, Play-off-Viertelfinale

## Play-offs

### Viertelfinale
| Újpesti TE – Debreceni HK  | Újpesti TE – Debreceni HK | Újpesti TE – Debreceni HK |
| -------------------------- | ------------------------- | ------------------------- |
| 17. Februar 2016           | Újpesti TE – Debreceni HK | 4:2 (3:1, 1:0, 0:1)       |
| 20. Februar 2016           | Debreceni HK – Újpesti TE | 6:2 (2:1, 4:1, 1:2)       |
| 21. Februar 2016           | Debreceni HK – Újpesti TE | 3:1 (0:0, 1:1, 2:0)       |
| Endstand in der Serie: 1:2 |                           |                           |

| Ferencváros ESMTK – Alba Volán Székesfehérvár | Ferencváros ESMTK – Alba Volán Székesfehérvár | Ferencváros ESMTK – Alba Volán Székesfehérvár |
| --------------------------------------------- | --------------------------------------------- | --------------------------------------------- |
| 18. Februar 2016                              | Ferencváros ESMTK – Alba Volán Székesfehérvár | 0:3 (0:0, 0:1, 0:2)                           |
| 20. Februar 2016                              | Alba Volán Székesfehérvár – Ferencváros ESMTK | 7:2 (3:0, 2:2, 2:0)                           |
| Endstand in der Serie: 0:2                    |                                               |                                               |

### Halbfinale
| DVTK Jegesmedvék – Debreceni HK | DVTK Jegesmedvék – Debreceni HK | DVTK Jegesmedvék – Debreceni HK |
| ------------------------------- | ------------------------------- | ------------------------------- |
| 24. Februar 2016                | DVTK Jegesmedvék – Debreceni HK | 5:2 (0:2, 2:0, 3:0)             |
| 26. Februar 2016                | DVTK Jegesmedvék – Debreceni HK | 9:3 (4:1, 5:1, 0:1)             |
| 28. Februar 2016                | Debreceni HK – DVTK Jegesmedvék | 1:5 (0:2, 0:0, 1:3)             |
| 1. März 2016                    | Debreceni HK – DVTK Jegesmedvék | 0:2 (0:0, 0:2, 0:0)             |
| Endstand in der Serie: 4:0      |                                 |                                 |

| MAC Budapest – Alba Volán Székesfehérvár | MAC Budapest – Alba Volán Székesfehérvár | MAC Budapest – Alba Volán Székesfehérvár |
| ---------------------------------------- | ---------------------------------------- | ---------------------------------------- |
| 24. Februar 2016                         | MAC Budapest – Alba Volán Székesfehérvár | 5:4 (1:1, 4:2, 0:1)                      |
| 25. Februar 2016                         | MAC Budapest – Alba Volán Székesfehérvár | 2:1 n. V. (0:0, 1:1, 0:0, 1:0)           |
| 28. Februar 2016                         | Alba Volán Székesfehérvár – MAC Budapest | 5:4 n. V. (0:1, 2:3, 2:0, 1:0)           |
| 29. Februar 2016                         | Alba Volán Székesfehérvár – MAC Budapest | 8:2 (1:1, 4:1, 3:0)                      |
| 3. März 2016                             | MAC Budapest – Alba Volán Székesfehérvár | 4:3 (1:1, 0:2, 3:0)                      |
| 6. März 2016                             | Alba Volán Székesfehérvár – MAC Budapest | 2:1 (2:1, 0:0, 0:0)                      |
| 10. März 2016                            | MAC Budapest – Alba Volán Székesfehérvár | 6:2 (1:1, 1:1, 4:0)                      |
| Endstand in der Serie: 4:3               |                                          |                                          |

### Finale
| DVTK Jegesmedvék – MAC Budapest | DVTK Jegesmedvék – MAC Budapest | DVTK Jegesmedvék – MAC Budapest |
| ------------------------------- | ------------------------------- | ------------------------------- |
| 12. März 2016                   | DVTK Jegesmedvék – MAC Budapest | 4:1 (2:0, 1:1, 1:0)             |
| 13. März 2016                   | DVTK Jegesmedvék – MAC Budapest | 5:4 n. V. (0:2, 1:1, 3:1, 1:0)  |
| 16. März 2016                   | MAC Budapest – DVTK Jegesmedvék | 2:3 (0:2, 2:0, 0:1)             |
| 17. März 2016                   | MAC Budapest – DVTK Jegesmedvék | 2:5 (0:3, 2:2, 0:0)             |
| Endstand in der Serie: 4:0      |                                 |                                 |